# 38024 Melospadafora
38024 Melospadafora è un asteroide della fascia principale. Scoperto nel 1998, presenta un'orbita caratterizzata da un semiasse maggiore pari a 3,0860618 au e da un'eccentricità di 0,1290802, inclinata di 8,98671° rispetto all'eclittica.